# 내 노래에 날개가 있다면
《내 노래에 날개가 있다면》은 1992년 7월 19일에 MBC TV에서 방영한 베스트극장이다.

## 줄거리
영석은 타고난 음치로 짝사랑하던 소녀를 잃는 등 성장의 구석구석 열등감의 상처를 갖고 있다. 아내 지영은 몰래 노래연습을 하던 영석의 아픔을 이해하고 결혼한다. 생활의 곳곳에 도사린 ‘노래 부르기’에 괴로워하고 있을 때 그보다 더한 음치인 도경이 입사한다.

## 출연

### 주요 인물
- 정한용 : 영석 역
- 권재희 : 지영 역 - 영석의 아내

### 그 외 인물
- 신귀식 : 상무 역
- 심양홍
- 박영태
- 홍순창 : 교회 음악담당 역
- 홍성선
- 박병훈 : 지호 역 - 영석의 동창
- 이성룡
- 고영준
- 송일권
- 이장훈
- 곽진영
- 박혜녕
- 박영화
- 변영란
- 김상원
- 이한도
- 이진아
- 맹혜리
- 최정